# Anabolena Meza
Anabolena Meza Franco (Cali; 4 de diciembre de 1965) es una modelo y actriz de teatro, cine y televisión colombiana. Es reconocida por participar en series y telenovelas como La saga, negocio de familia, Salvador de mujeres y El Zorro: la espada y la rosa. Hace parte de la historia de la televisión colombiana, al haber participado en algunas de las novelas con mayor índice de audiencia.

## Biografía

### Carrera
Inició su carrera como modelo a los 16 años, lo cual la llevó a participar en el concurso Modelo Ford y en 1985 representó a Bogotá en el Concurso Nacional de Belleza en Cartagena. Recordada como la Reina de los Deportistas —hincha de Millonarios— por su simpatía y carisma, fue nombrada Reina de los Periodistas en 1985.
Después de representar a Bogotá en el certamen nacional de belleza y de realizar varias campañas comerciales como modelo, se dedicó a las artes escénicas en teatro, cine y televisión por más de veinte años, recibiendo varios premios y reconocimientos como el India Catalina y el Premio TV y Novelas, entre otros.
Paralelo a su carrera actoral, ha promovido el trabajo social de distintas entidades públicas, tanto nacionales como del distrito: en su momento apoyó a la Secretaría de Integración Social en diversas actividades con los jóvenes de Bogotá, fomentando la cultura ciudadana. También realizó diversas labores sociales con fundaciones como las de María Luisa de Moreno, Juan Antonio Pardo Ospina y el Hogar Santa Rita, entre otros, gestionando recursos para dichas instituciones; creó su propia fundación —Fundación Armonizarte— encaminada a descubrir y apoyar a los jóvenes talentosos de escasos recursos económicos en el distrito; prueba de ello es su programa educativo Rock al Colegio, el cual se implementó en más de 60 instituciones educativas oficiales y privadas, promoviendo la protección escolar, la convivencia, el manejo de emociones y la integración estudiantil. Por la misma época, presentó proyectos de un nuevo programa de televisión, con música de Julio Monroy, de Delta Records, en 2009.
Su conocimiento de las problemáticas sociales y, su necesidad de aportar a un cambio, la llevaron a aceptar el ofrecimiento del Partido Radical de lanzarse como candidata al Concejo por Bogotá con Carlos Fernando Galán, obteniendo casi cinco mil votos en el año 2010. 

### Vida personal
Meza apoya la causa del activismo social en protección de los animales.
Estuvo casada —por 16 años— con el actor Luis Eduardo Arango, con quien tuvo dos hijos —Felipe y Gabriela— y cuya relación terminó en 2009. 
El 7 de julio de 2016, contrae segundas nupcias en Las Vegas, con el abogado de inmigración Charles Randall Austin y, en la actualidad, reside en Parkland, Florida.

## Filmografía
| - Mentiras perfectas (2013) - Tres Caínes (2013) - Tres Milagros (2012) - Amor de Carnaval (2012) - El encantador (2011) - Secretos de familia (2010) - Salvador de mujeres (2009) - Los protegidos (2008) - El Zorro: la espada y la rosa (2007) - Vuelo 1503 (2005) - La saga, negocio de familia (2004) - Ángel de la guarda, mi dulce compañía (2003) | - Pobre Pablo (2000) - Sin límites (1998) - La taxista (1995) - Paloma (1994) - Vuelo secreto (1992) - Herencia maldita (1990) - ¿Por qué mataron a Betty si era tan buena muchacha? (1990) - Jeremias mujeres mías (1989) - El cacique y la diosa (1988) - Carmentea (1987) - Crimen con vista al mar (2013) - Dios los junta y ellos se separan (2006) | - Taxi 2 - Hagámonos pasito - Soñar y nada más - Que no se entere el presidente - Taxi - Escenas de comedia del arte - El médico a palos - Las mariposas son libres - Un amante del otro mundo - Nuestro primer acto |

## Premios y nominaciones

### Premios India Catalina
| Año  | Categoría                                     | Telenovela o serie | Resultado |
| ---- | --------------------------------------------- | ------------------ | --------- |
| 2009 | Mejor actriz antagónica de telenovela o serie | Los protegidos     | Ganadora  |

### Premios TVyNovelas
| Año  | Categoría                        | Telenovela o serie | Resultado |
| ---- | -------------------------------- | ------------------ | --------- |
| 2012 | Mejor actriz antagónica de serie | Tres Milagros      | Ganadora  |
| 2007 | Mejor actriz de reparto          | Los protegidos     | Ganadora  |

### Premios Talento Caracol
| Año  | Categoría               | Telenovela o serie                    | Resultado |
| ---- | ----------------------- | ------------------------------------- | --------- |
| 2004 | Mejor actriz de reparto | Ángel de la guarda, mi dulce compañía | Ganadora  |